# Мост Бачелиса
Мост Бачелиса — железобетонный однопролётный арочный мост через шлюз № 8 канала имени Москвы на Рижском направлении Московской железной дороги, построенный по проекту инженера А. С. Бачелиса и архитектора В. Ф. Кринского. Возведён в основном силами заключённых Дмитровлага и переброшенных из других лагерей «каналоармейцев» в 1935—1936 годах. На момент постройки и долгое время после неё был в Советском Союзе наибольшим по своему пролёту, а в мире — одним из крупнейших железобетонных арочных мостов.

## Описание
Однопролётный железобетонный арочный мост с трёхшарнирным сводом системы Майяра, перекрывающим шлюз вместе с бечевниками. Полная длина моста — 200,8 м, длина основного пролёта — 120 м, высота моста и подходных насыпей — около 20 м. Спроектирован под два железнодорожных пути. Расположен на 14-м километре линии Москва — Рига, в Южном районе канала имени Москвы, над шлюзом № 8. Ось моста пересекает нижнюю камеру шлюза под углом 58⁰ к направлению канала.

## История
В 1930-х годах в связи со строительством канала Москва — Волга, пересекавшего железнодорожную линию на подходе к Москве, возникла необходимость переустройства участка железной дороги на перегоне от станции Покровское-Стрешнево до станции Тушино — возведения моста над шлюзом № 8 и переноса железнодорожных путей.
Первоначальный проект, представлявший металлический трёхпролётный балочный мост с типовыми фермами, был сочтён нецелесообразным по экономическим соображениям (его возведение требовало устройства кессонных оснований под промежуточные опоры, значительных затрат металла и пр.).
На следующем этапе эскизного проектирования было разработано несколько вариантов схем железобетонного моста с арочной конструкцией. Наиболее рациональным и эстетичным был признан вариант № 5 инженера А. С. Бачелиса — однопролётный арочный мост оригинальной конструкции с трёхшарнирным сводом системы Майяра, характеризующийся высоким значением «коэффициента смелости» (соотношение пологости свода и длины пролёта: чем более полога арочная дуга и длиннее пролёт, тем выше напряжение на устои). Для существовавших в то время крупных мостов отношение длины к пологости составляло 1:2,4—1:4,8, у спроектированного Бачелисом моста — 1:5,86.
Для утверждения и осуществления проекта Бачелису и его коллегам-инженерам пришлось преодолевать бюрократическое сопротивление — бывший «смелой технической новостью» проект перекрытия 120-метрового пролёта одной железобетонной аркой называли «авантюрой» и «рекордсменством».

## Строительство

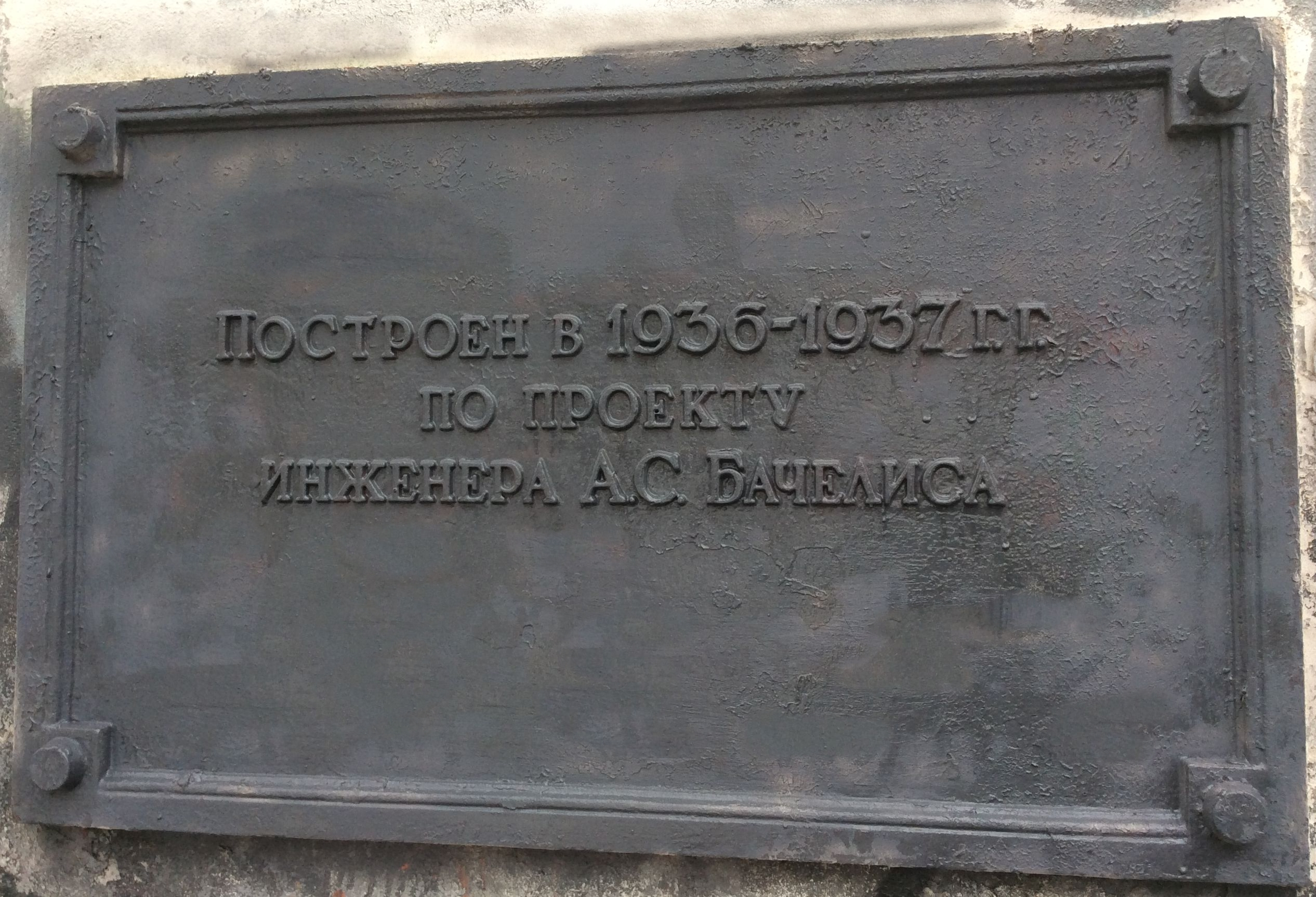
Мемориальная табличка на опоре моста

Строительство моста, получившего № 424, началось в апреле 1935 года. На осуществление проекта были заложены сжатые сроки: перевод движения поездов на новую трассу должен был быть завершён не позднее 1 августа 1936 года. Работы велись круглосуточно.
Замысел требовал высокого качества и точности выполнения всех видов работ. Строительство осуществлялось в основном силами заключённых Дмитровлага и переброшенных из других лагерей «каналоармейцев» при личном участии и контроле Бачелиса, командированного на канал Москва — Волга в апреле 1935 года.
К июлю 1935 года было завершено рытьё котлованов под фундаменты устоев, началась забивка свай (по 992 на каждом устое). 21 сентября закончены свайные работы на московском устое, 14 октября — на тушинском. К 11 апреля 1936 года завершено бетонирование устоев. Параллельно с бетонными работами в декабре 1935 года проводились заготовка и сборка кружал, их установка закончена 7 марта 1936 года. С 5 мая по 21 июня 1936 года производилось бетонирование пролётного строения, с 9 мая по 21 июня — бетонирование свода (параллельно проводились установка части опалубки вертикальных стенок и верхней плиты, армировка частей свода и установка шарниров свода). 21 июня 1936 года были завершены бетонные работы, к 20 июля — раскружаливание балок над сводом и отсыпка конусов.
Согласно отчёту в журнале «Москваволгострой», на строительство было затрачено 69 545 рабочих человеко-дней; в среднем на строительных работах бывало занято до 250 человек в сутки.

## Открытие
21—23 июля проводились статические и динамические испытания моста с задействованием четырёх поездов с паровозами серии Э и большегрузными платформами, гружёными камнем.
31 июля состоялся приём моста комиссией, вынесшей заключение:

Мост через шлюз № 8 является выдающимся сооружением, в котором оригинальная конструкция Майяра впервые в мире применена для столь большого пролёта и при этом для двухпутного моста под железную дорогу.
<…> Учитывая значительный технический интерес, который представляет столь выдающееся и необычное сооружение, комиссия считает весьма полезным издание подробного технического отчёта и альбома постройки моста через шлюз № 8, а также опубликование соответствующих статей.

Председатель комиссии Ю. В. Рудый

Члены комиссии: Н. Б. Лялин, И. В. Безмолитвенный, П. Т. Пашковский, М. П. Холжевников, Г. К. Евграфов, А. А. Лазаревский, Уланов, А. Л. Шнейдер, П. Л. Борейша, В. В. Григорьев
Регулярное движение пассажирских поездов по мосту было открыто 4 августа 1936 года в 8 часов 5 минут.
Мост стал одним из крупнейших железобетонных арочных мостов в мире и самым крупным в СССР.

## Эксплуатация
В годы Великой Отечественной войны у моста Бачелиса проходил резервный рубеж обороны, рядом с мостом были сооружены доты(55°48′49″ с. ш. 37°27′01″ в. д.).
В 1985 и 1990 годах проводились статические и динамические испытания моста с задействованием двух электровозов ВЛ11, обследования выявили пригодность моста к эксплуатации без ограничений.

## Оценки
…Мост украшает московский ландшафт и в истории инженерной мысли признан одним из лучших творений своего времени.
Сооружение получило высокие оценки учёных, инженеров, строителей — Б. Е. Веденеева и Г. О. Графтио, Г. К. Евграфова, Г. П. Передерия, П. В. Щусева и др. Расчёты и описание Бачелиса вошли в учебники по мостостроению как «образец уникального моста».
По оценке А. Н. Комаровского, «схема моста, простая по своей композиции, очень интересна и в эстетическом отношении». Отмечая инженерный талант А. С. Бачелиса, Комаровский назвал его мост «замечательным сооружением, и по сей день остающимся уникальным».

## В культуре
Мост Бачелиса снят в кинокартине «Волга, Волга» (1938) в числе других гидротехнических сооружений канала Москва — Волга, изображён на мозаике на станции метро «Новокузнецкая» (работа выполнена в блокадном Ленинграде В. А. Фроловым по эскизам А. А. Дейнеки). В январе 1941 года выпущена марка «Дорога к Тушинскому аэродрому» с изображением моста (номинал 20 копеек, тираж 2 млн экз.).

## Галерея

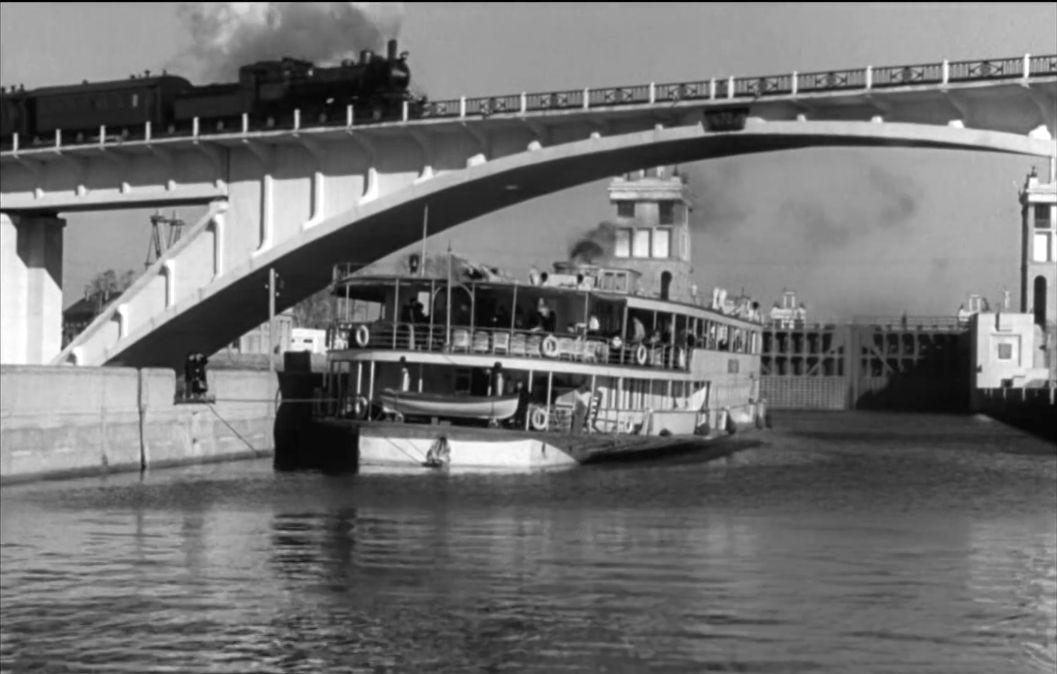
Кадр из кинофильма «Волга, Волга», 1938
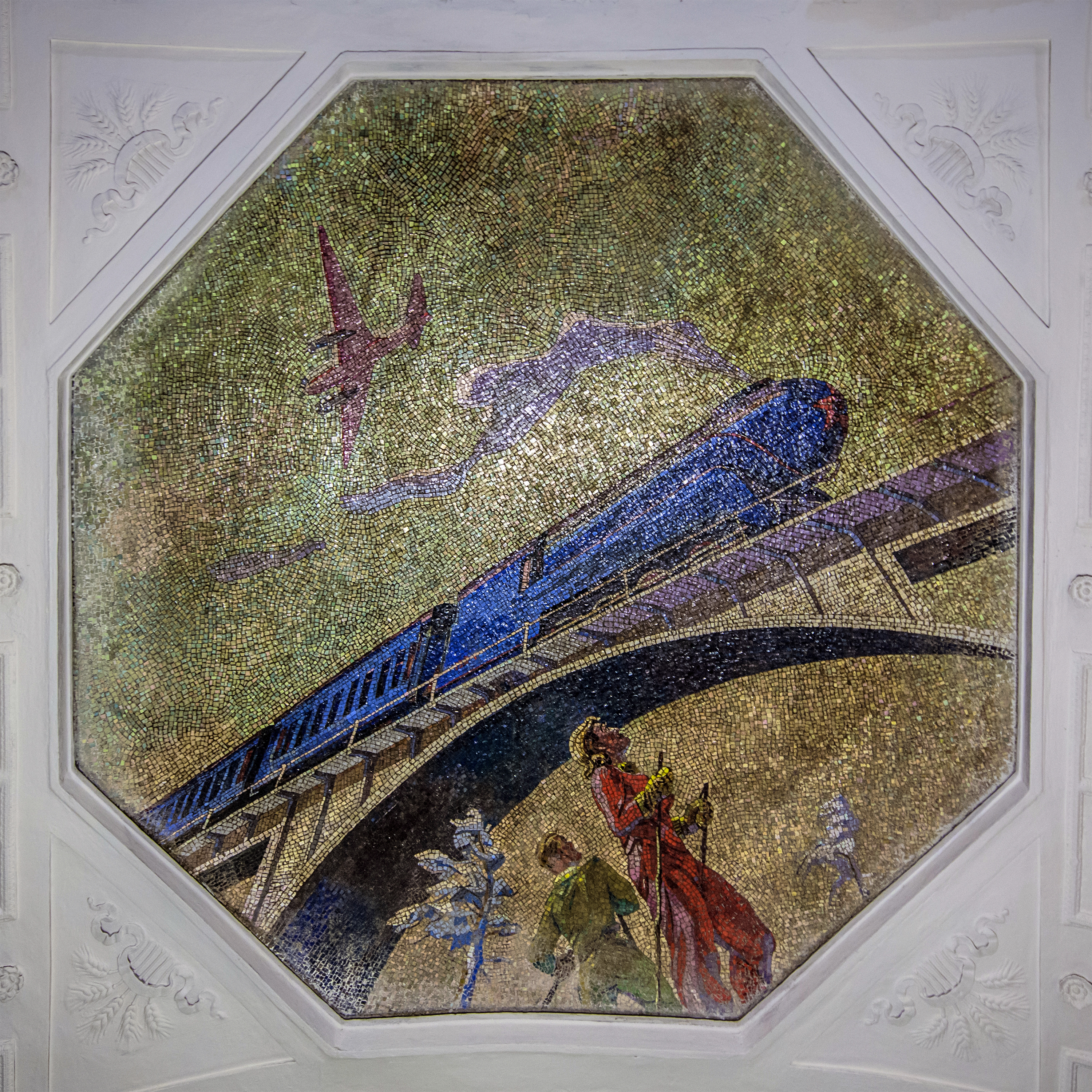
Мост Бачелиса на мозаике на станции метро «Новокузнецкая». Работа В. А. Фролова по эскизам А. А. Дейнеки
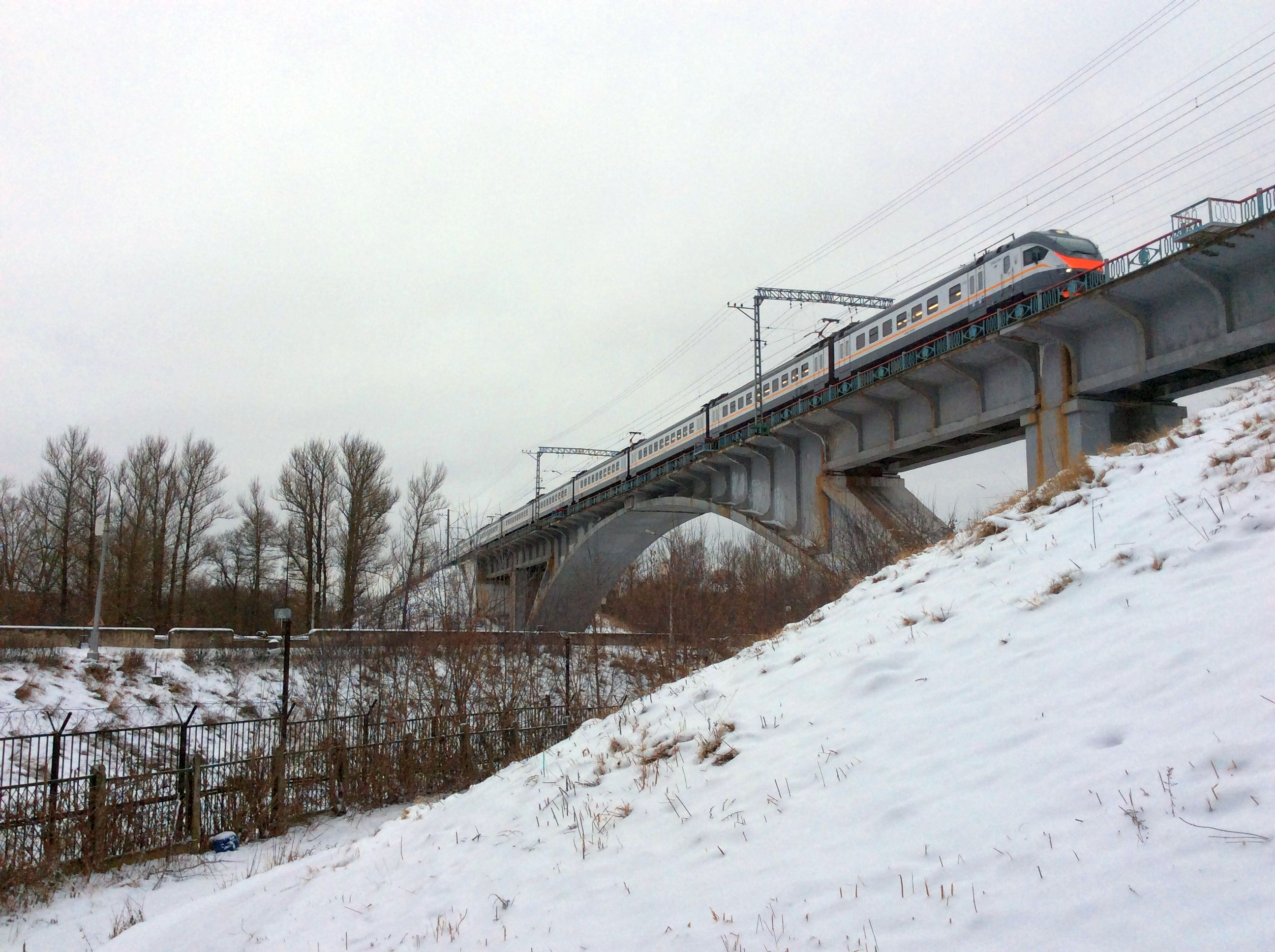
Электропоезд ЭП2Д проходит по мосту в сторону центра Москвы
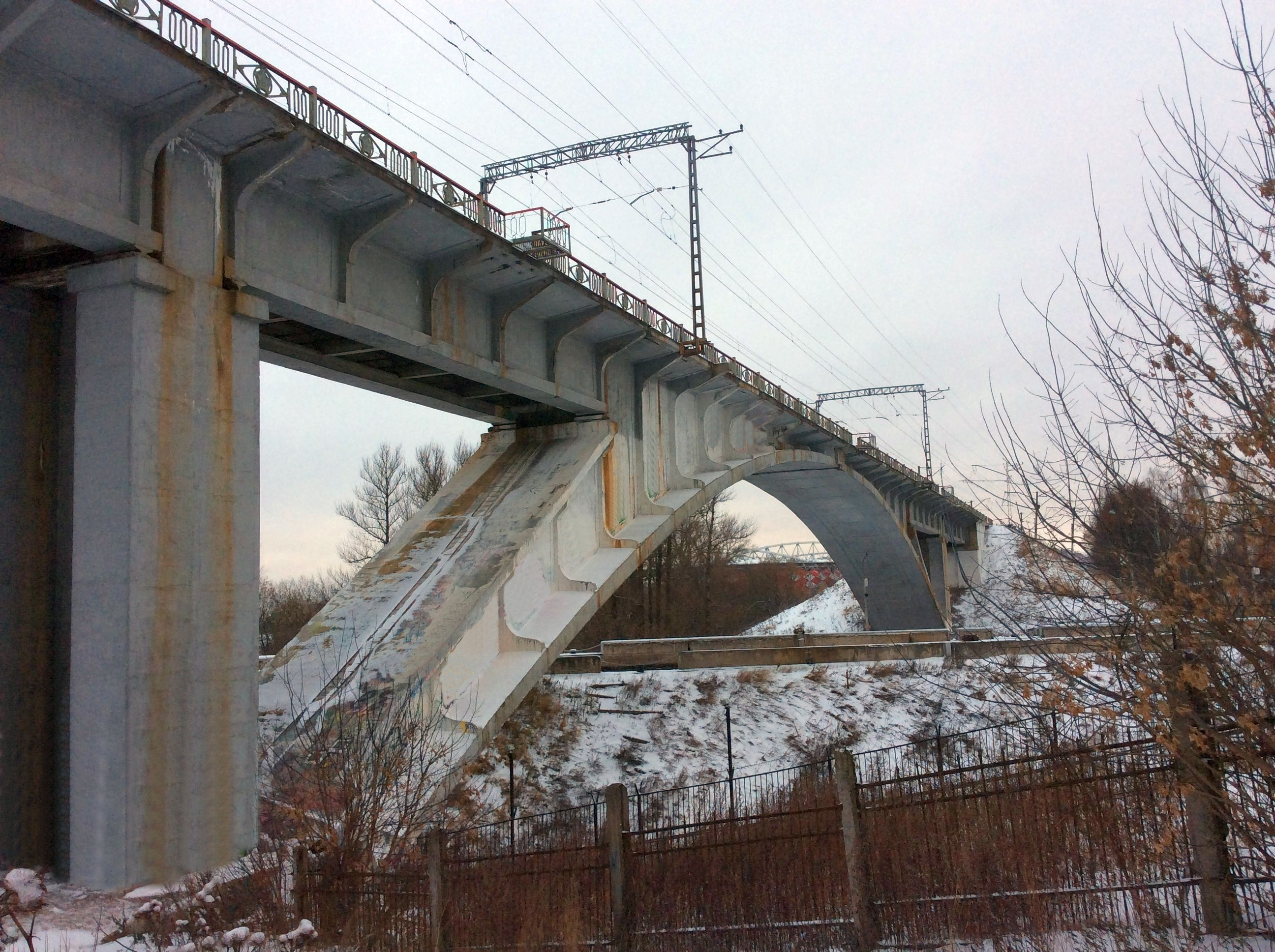
Вид на мост со стороны Волоколамского шоссе
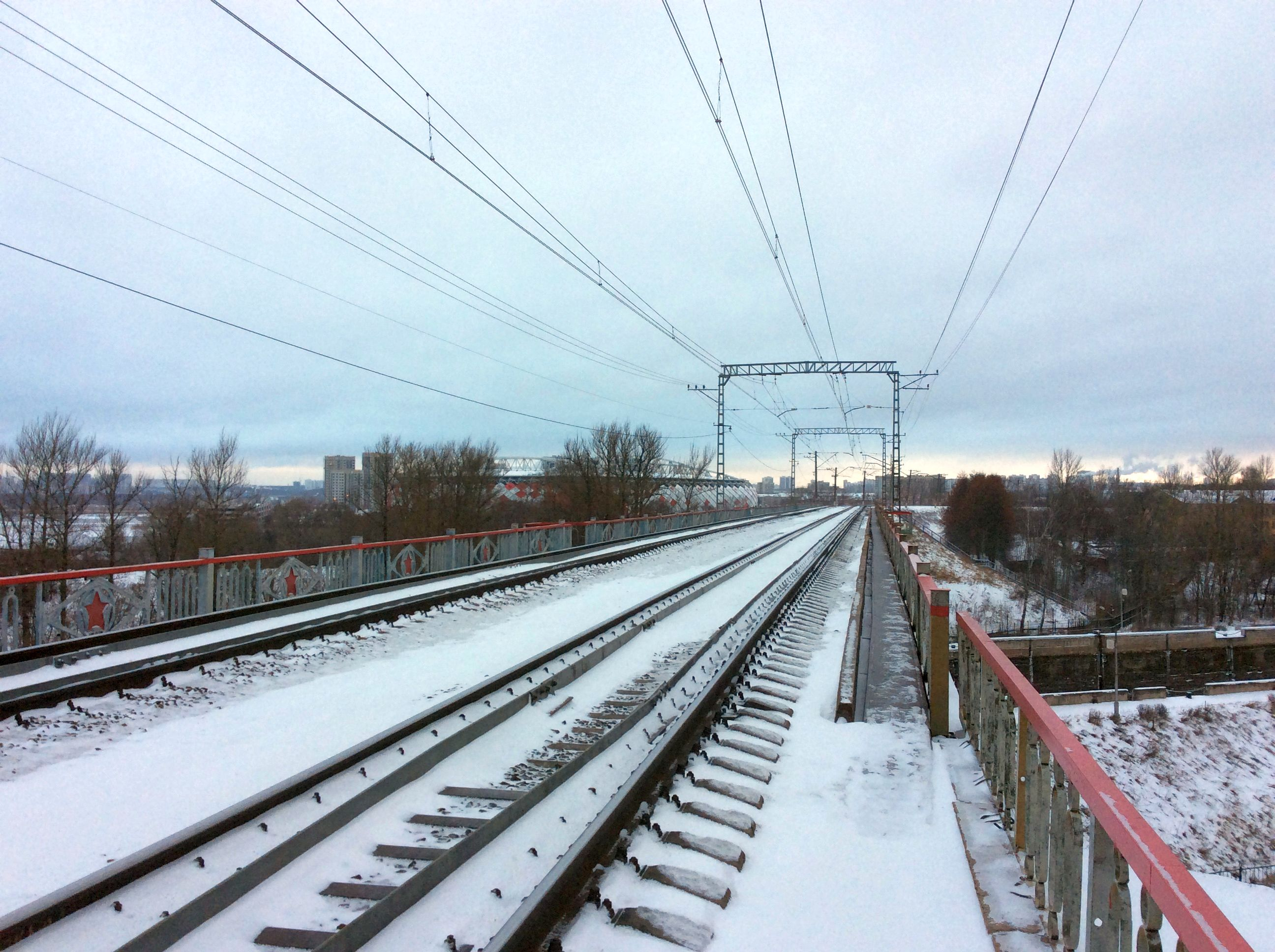
Дорожное полотно моста. На заднем плане — стадион «Открытие Арена»